# Nissan Resonance Concept
La Nissan Resonance Concept è una concept car tipo crossover presentata dalla Nissan al salone automobilistico di Detroit del 2013.

## Contesto
La Resonance Concept è stata sviluppata come dimostratore tecnologico della prossima generazione di crossover sviluppati dalla casa nipponica.
Shiro Nakamura, capo del team di designer del centro studi Nissan Design America di San Diego, ha affermato che le sue linee innovative potrebbero essere impiegate già sulla nuova generazione del Nissan Murano.

## Tecnica
Esteticamente, la carrozzeria è stata modellata seguendo i dettami di un nuovo linguaggio stilistico denominato V-Motion ispirato a concetti quali libertà, spazio e leggerezza. Per rendere il  tutto ancora più marcato è stata data un appariscente colorazione Flare Orange alla carrozzeria. Su di essa, in sostituzione del tetto, è presente un vetro panoramico.
Gli interni sono stati realizzati in radica di noce e pelle pregiata. La console centrale è occupata da uno schermo per la gestione delle funzioni infotainment.
Meccanicamente, la vettura utilizza una propulsione di tipo ibrido costituita da un propulsore a benzina da 2.5 litri accoppiato a due motori elettrici alimentati da batterie agli ioni di litio. Il tutto viene gestito da un cambio a variazione continua di nuova concezione denominato Nissan Xtronic CVT. Il SUV è fornito di pneumatici da 22".